# Bernárdffy János
Bernárdffy János (16. század) követ, diplomata.

## Élete
1586–1594 között az erdélyi fejedelmi kancellárián a nagyobbik kancellária írnoka, 1594–1598 között kancelláriai titkár volt. Válaszul a tatárok 1597. novemberi erdélyi követségére, 1598 elején Báthory Zsigmond Rácz Györggyel együtt őt küldte Gházi Giráj tatár nagykánhoz azzal a megbízással, hogy a kánt elfordítsa a török szövetségtől. A követjárásban szerzett érdemeiért a fejedelem több udvarhelyszéki birtokrészt és Farkaslakán udvarházat adományozott neki. Mire azonban tatár követek kíséretében visszatért a sikeres útjáról, melybe saját vagyonát is belefektette, Báthory Zsigmond lemondott a fejedelemségről. A tatárokkal az egyeztetést Habsburg Rudolf biztosai folytatták, akik másodszor is elküldték Bernárdffyt a Krímbe.
Bernárdffynak kilenc magyar levelét (1598. évi április 3-ától június 1-jéig) Károlyi Árpád közli a Történelmi Tárban (1878).